# Jogesh Pati
Jogesh Chandra Pati (* 3. April 1937 in Baripada, Orissa) ist ein indisch-US-amerikanischer theoretischer Physiker, der sich mit Elementarteilchenphysik beschäftigt.
Pati studierte am Ravenshaw College der Utkal University in Bhubaneswar (Bachelor 1955) und der Delhi University, wo er 1957 seinen Master-Abschluss machte. Danach ging er in die USA, wo er 1961 an der University of Maryland in College Park promovierte. Anschließend war er dort Forschungsassistent, 1960 bis 1962 Richard-Tolman-Postdoc-Fellow am Caltech und 1962/3 am Institute for Advanced Study. 1963 wurde er Assistant Professor, 1967 Associate Professor und 1973 Professor an der Universität Maryland, seit 2005 als Professor Emeritus. Er war Gastwissenschaftler am Brookhaven National Laboratory in den 1960er Jahren, am Tata Institute of Fundamental Research (1966/7), am CERN, am International Centre for Theoretical Physics (ICTP) in Triest (er leitet dort auch regelmäßig Sommerschulen), am Stanford Linear Accelerator Center (SLAC) in Stanford, dem Lawrence Berkeley National Laboratory, dem Imperial College in London, am Yukawa-Institut in Kyōto, in Wien (1988) und Neu-Delhi.
Pati war in Zusammenarbeit mit Abdus Salam ein Pionier in der Entwicklung der Großen Vereinheitlichte Theorie (GUT). Das Pati-Salam-Modell von 1974 schlug eine Vereinigung mit der Eichgruppe SU (4) × SU (2)L × SU (2)R (SU (n) steht für die spezielle unitäre Gruppe in n Dimensionen), wobei die Farb-Freiheitsgrade der Quantenchromodynamik (QCD) im SU (4)-Teil sitzen und die beiden SU (2) Gruppen Links-Rechts Symmetrie implementieren. Insbesondere sagt die Theorie ein rechtshändiges Neutrino voraus, wie es auch heute aufgrund der Beobachtung von Neutrinooszillationen erwartet wird.
1979/80 war er Guggenheim Fellow. 2000 erhielt er mit Howard Georgi und Helen Quinn die Dirac-Medaille (ICTP). Er ist Mitglied der indischen Akademie der Wissenschaften.

## Verweise
1. ↑  Pati und Salam: Lepton Number as the Fourth Color. In: Physical Review D. Band 10, 1974, S. 275

| Personendaten    | Personendaten                             |
| ---------------- | ----------------------------------------- |
| NAME             | Pati, Jogesh                              |
| ALTERNATIVNAMEN  | Pati, Jogesh Chandra (vollständiger Name) |
| KURZBESCHREIBUNG | indischer Physiker                        |
| GEBURTSDATUM     | 3. April 1937                             |
| GEBURTSORT       | Baripada, Orissa, Indien                  |